# Soi Sisamut
Koning Somdetch Brhat Chao Jaya Sri Samudha Bhuddhankana, beter bekend onder de naam Soi Sisamut (Soi Si Samout Phouthong Koun), werd de eerste koning van het koninkrijk Champasak (Champa Nagapuri Sri(Nakhon Champa Nakhaburisi)) in 1713.
Hij was een zoon van prinses Sumangala Kumari en haar tweede man Phaya Senadivya (Saentip). Soi Sisamut werd geboren in de heuvels van Poosangor Horkam nadat zijn vader in 1690 vermoord werd. Zijn naam bij geboorte was Nakasatra Sungaya (Nokasat Song). Hij werd koning van Champassak door de verwarring rond de troonopvolging na het uiteenvallen van Lan Xang. In 1725 gaf hij de macht gedeeltelijk over aan zijn oudste zoon Sainyakuman.
Hij trouwde in 1709 met een dochter van Jaya Jatha (Chettha IV) de koning van Cambodja. Soi Sisamut stierf in 1738, een jaar nadat zijn zoon Sainyakuman hem opgevolgd had.
Hij had, voor zover bekend, vier zoons:
- Prins (Chao) Jaya Kumara Sainyakuman (Photi), hij volgde zijn vader op in 1737
- Prins (Chao) Tammatevo Pudisatkhattinarat (Dharmadeva)
- Prins (Chao) Suriya Indra (Sourinho), voor zover bekend had hij 1 zoon namelijk:
  - Prins (Chao) Bama Mahanuya (Pham Ma Noi), hij werd koning van Champassak in 1813
- Prins (Chao) Budhisara (Potisarn)